# Tracto
El tracto (latín: tractus) fue un canto litúrgico correspondiente al propio de la misa. 

## Acontecimientos
Se cantaba desde el tiempo de septuagésima hasta el miércoles santo inclusive, sustituyendo al Aleluya por su carácter más parco y menos festivo aunque no es cierto que todos los tractus, como sostuvieron algunos músicos en la Edad Media, fueran necesariamente tristes o melancólicos. Tras la reforma litúrgica promovida por Concilio Vaticano II, quedó sustituido por el llamado "versículo antes del Evangelio". Eventualmente se mantiene después del Aleluya repitiendo luego nuevamente el Aleluya. Tuvo mucha fama en la Edad Media y se cantaba a continuación del gradual.